# Ken Schrader

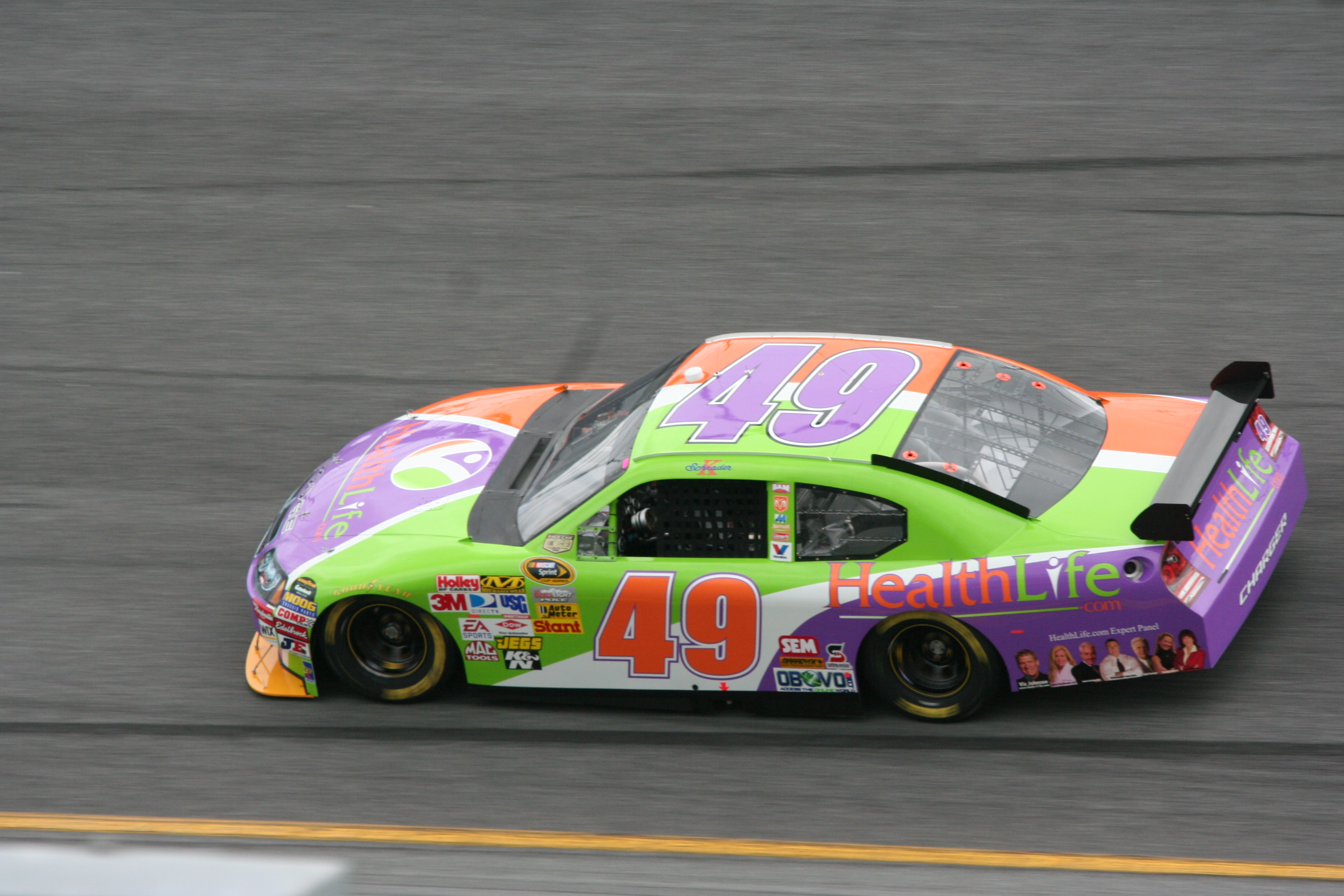
Schraders Dodge in 2008

Kenneth Schrader (Fenton (Missouri), 29 mei 1955) is een Amerikaans autocoureur die in zijn carrière voornamelijk actief was in de NASCAR Winston Cup.

## Carrière
Schrader debuteerde in de Winston Cup in 1984. Een jaar later won hij de trofee rookie of the year. De eerste overwinning kwam er in 1988 toen hij de Talladega DieHard 500 op de Talladega Superspeedway won. Een jaar later won hij de All Pro Auto Parts 500 op de Charlotte Motor Speedway. In 1991 won hij de Motorcraft Quality Parts 500 en later dat jaar won hij voor de vierde en laatste keer toen hij de Budweiser 500 won op de Dover International Speedway. Zijn beste kampioenschapsresultaat was een vierde plaats in de eindstand van 1994. In de Busch Series won hij twee races, op de Dover International Speedway in 1989 en op de Talladega Superspeedway in 1994. Ten slotte won hij één keer een race uit de NASCAR Craftsman Truck Series toen hij won in Saugus in 1995. Schrader is af en toe nog autocoureur en werkt incidenteel als sportcommentator op een televisiezender.